# Jardin médiéval du musée de Cluny
Le jardin médiéval du musée de Cluny est un espace vert du 5e arrondissement de Paris.

## Situation et accès
Le jardin est accessible par le boulevard Saint-Germain (angle boulevard Saint-Michel, boulevard Saint-Germain, angle rue Du Sommerard) et par le 24, rue Du Sommerard.
Il est constitué de plusieurs espaces :
- le ménagier (ou potager) présente des espèces de plantes et légumes consommés au Moyen Âge ;
- Le jardin des simples médecines propose neuf plantes essentielles de la médecine médiévale, dont la sauge, l'hysope, la rue, la menthe, l'absinthe ;
- le jardin céleste où s'épanouissent les fleurs qui symbolisent la Vierge : la rose, le lys, la violette, l'iris ;
- le jardin de l'amour courtois ;
- le préau.

Il est desservi par la ligne 10 à la station Cluny - La Sorbonne et par les lignes de RER B et C à la gare de Saint-Michel - Notre-Dame.

## Historique
Jusqu'au milieu du XIXe siècle, l'ancien hôtel de Cluny et les vestiges des thermes de Cluny étaient compris dans un îlot urbain dense délimité à l'ouest par la rue de la Harpe, au nord par la rue du Foin, à l'est par la rue Saint-Jacques et au sud par la rue des Mathurins (actuelle rue Du Sommerard). Dans le cadre des transformations de Paris sous le Second Empire, le percement du boulevard Saint-Michel et du boulevard Saint-Germain entraine la disparition de l'ancienne rue du Foin (réunie à la rue des Noyers en 1851) et l'élargissement de la rue de la Harpe (absorbée par le boulevard Saint-Michel) et de la rue Saint-Jacques,. Les thermes et l'hôtel se trouvent ainsi dégagés et un jardin public est aménagé.
Le jardin médiéval créé en 2000 est une création contemporaine d’inspiration médiévale réalisée par les paysagistes Éric Ossart et Arnaud Maurières. Nulle trace ne subsistait du jardin urbain de l'hôtel des abbés de Cluny au XVe siècle, bien que son emprise précise demeure toujours parfaitement identifiable à partir de nombreux plans et documents d'archive. En ce sens, le jardin contemporain, qui place son axe perpendiculaire à celui du corps de logis, exprime l'exact contraire du parti médiéval, qui avait un petit jardin, dont l'axe était parallèle au corps de logis.
Un réaménagement complet des abords de l'hôtel de Cluny s'est opéré afin d'ouvrir le musée et les collections sur la ville, sur des jardins. Avec un accès à des espaces jusqu'alors réservés, la surface des jardins atteint 5 000 m2 répartis de la manière suivante : 
- square de Cluny (État) : 3 175 m2 ;
- jardin des abbés de Cluny (État) : 415 m2 ;
- terrain situé rue de Cluny (État) : 200 m2 ;
- square Samuel-Paty (ville) : 1 000 m2 ;
- cour de Cluny (État) : 20 m2.

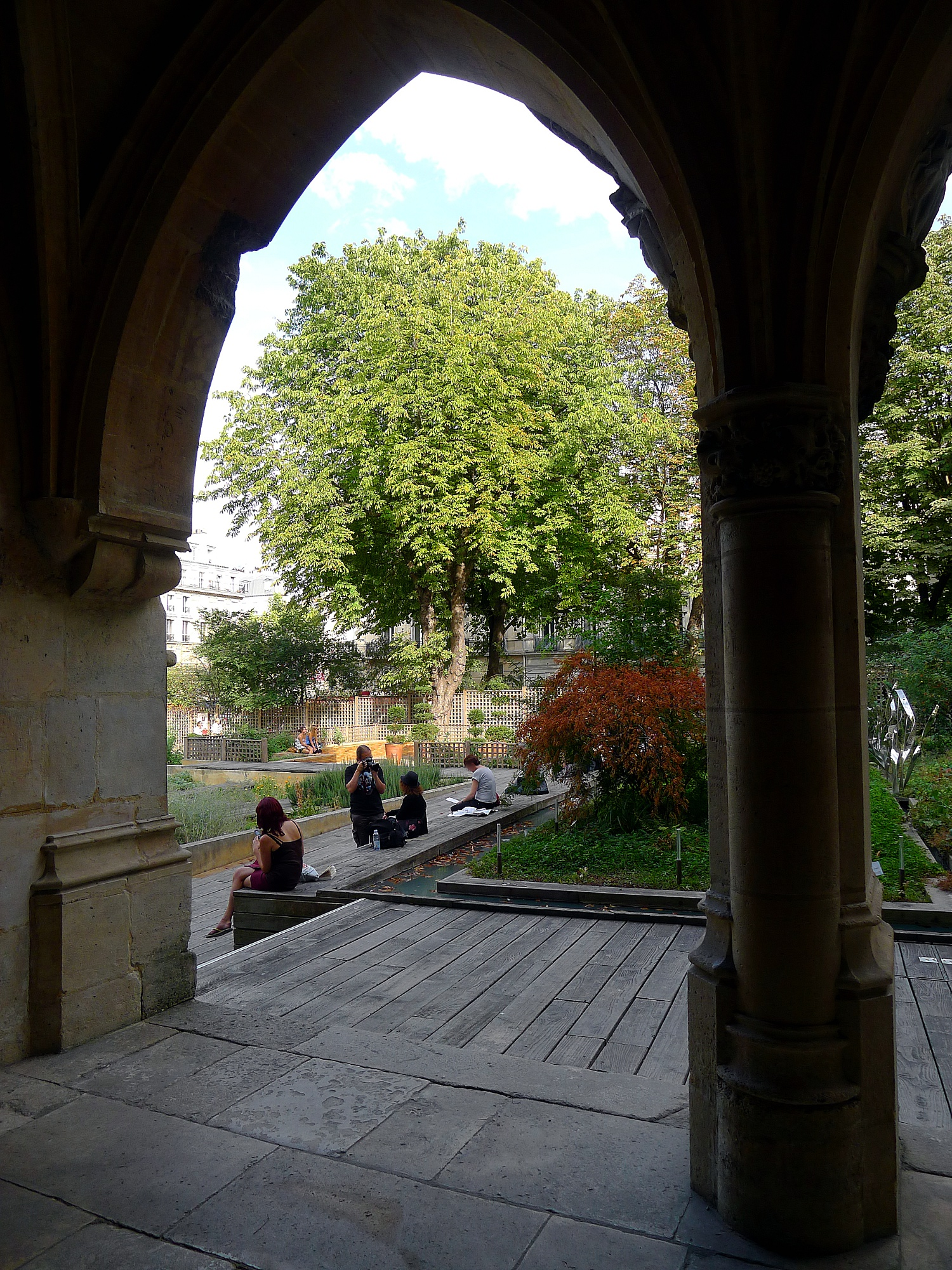
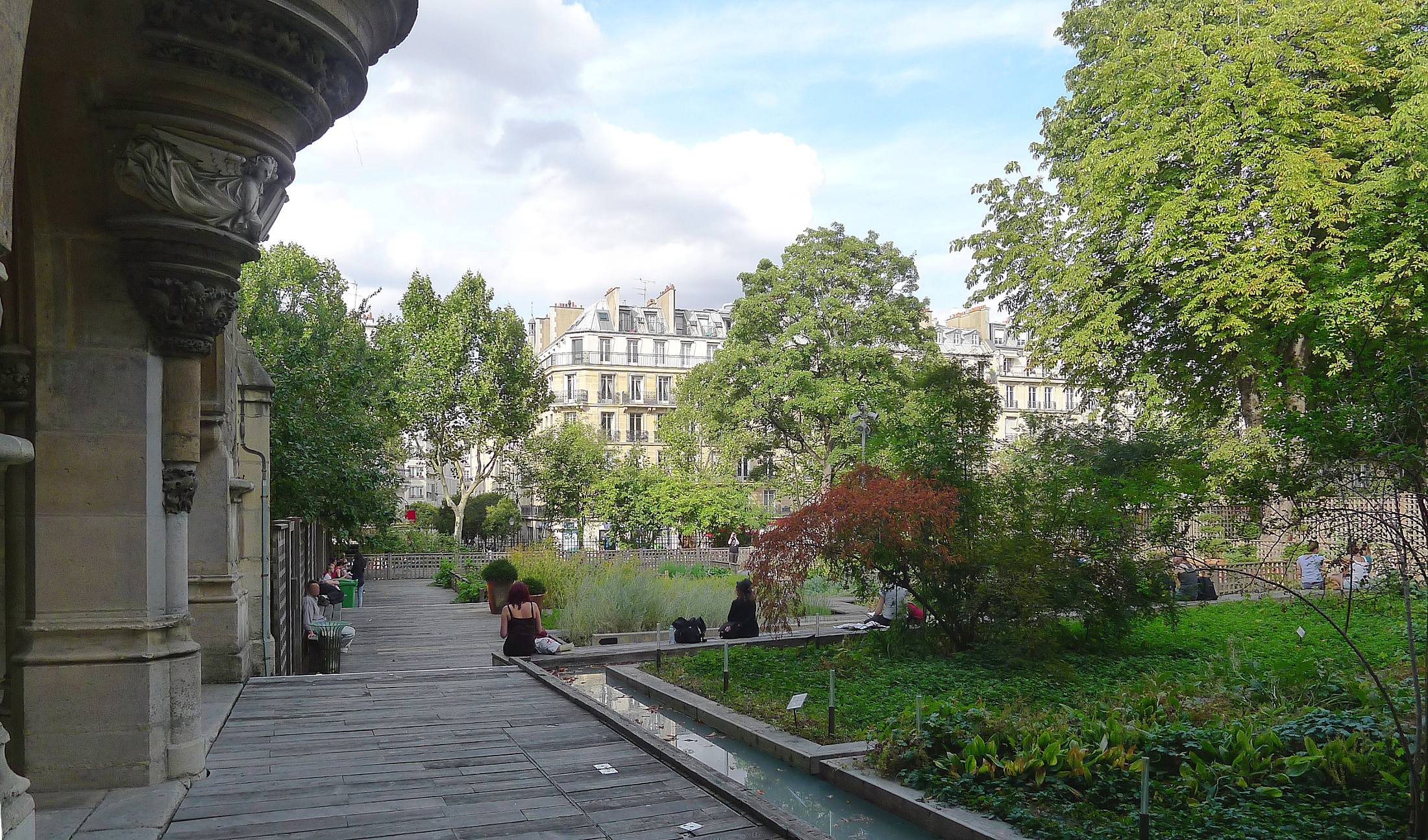
En arrière-plan, le boulevard Saint-Germain.
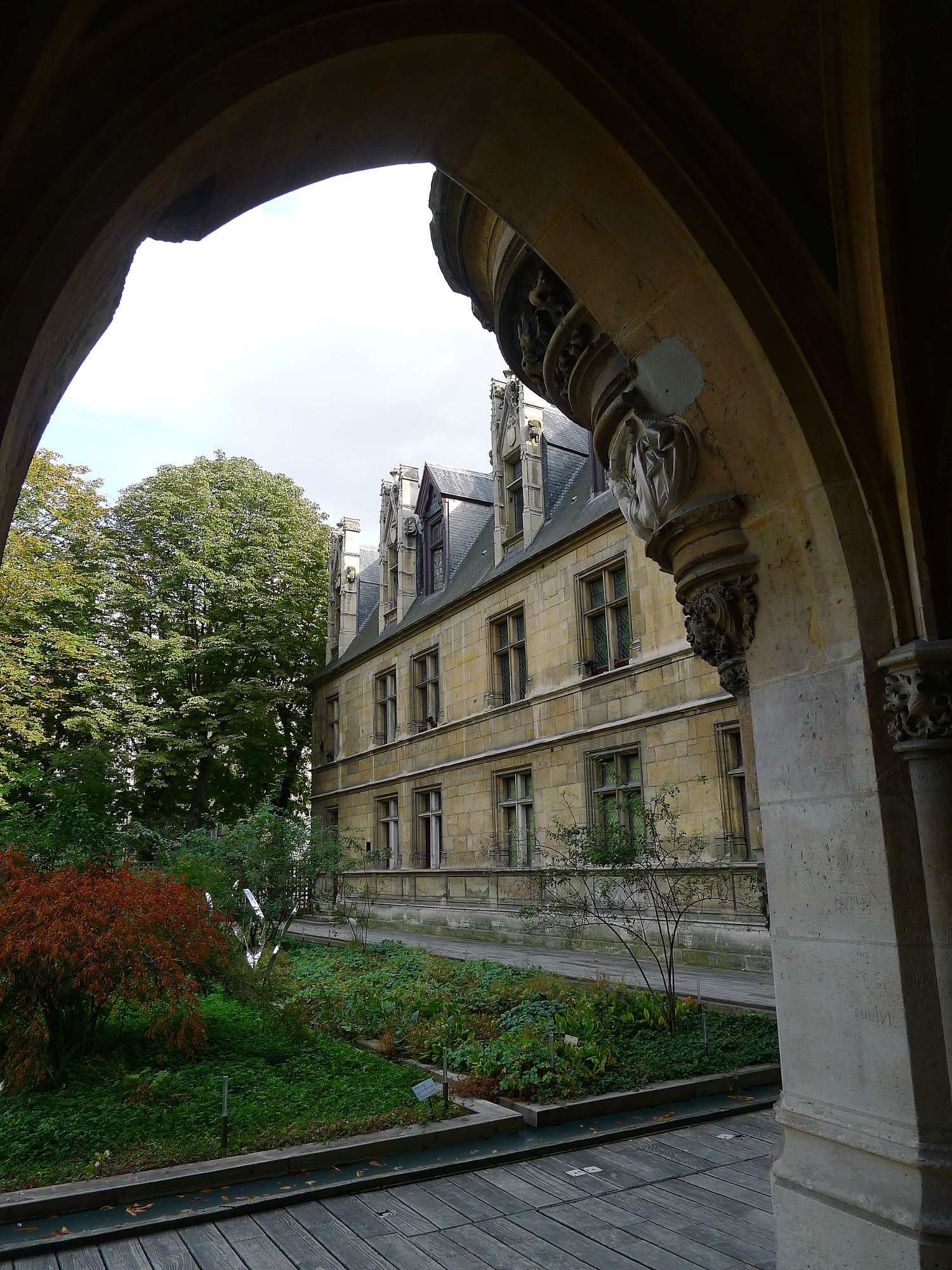